# مرتضى البروجردي
مرتضى بن علي محمد بن محمد إبراهيم البروجردي (17 جمادى الأولى 1348 هـ / 19 أكتوبر 1929 م – 24 ذو الحج 1418 هـ/ 22 أبريل 1998 م) عالم مسلم وفقيه مجتهد شيعي جعفري إثنا عشري أصولي من مواليد مدينة النجف، من  أبرز تلامذة آية الله السيد أبو القاسم الخوئي. وتقريراته لدرس استاذه في الفقه المسماة مستند العروة الوثقى طبع منها ستة عشر مجلداً من أصل أربعين جزءاً. بعد أحداث الانتفاضة الشعبانية عام 1991 اعتقلته الأجهزة الأمنية لحكومة صدام حسين مع جملة من مراجع الدين والعلماء وأفرج عنه بعد فترة. فضلاً عن كونه من اساتذة البحث الخارج في الفقه والاصول، فقد كان أحد أئمة صلاة الجماعة في الروضة الحيدرية. تعرض لمحاولتي اغتيال، وقتل في آخرها بإطلاق النار عليه بمحلة الحويش قرب مدرسة اليزدي الدينية بعد أن أمَّ المصلين لصلاة العشائين في العتبة العلوية. صلى على جنازته آية الله السيد علي السيستاني ودفن في مقبرة وادي السلام حسب وصيته.  

## من اساتذته
- السيد علي القاضي
- السيد محسن الحكيم
- السيد أبو القاسم الخوئي
- الشيخ حسين الحلي
- الشيخ علي محمد البروجردي، والده
- الشيخ مجتبى اللنكراني

## من تلامذته
- السيد الفهري
- السيد جعفر عبد الصاحب الحكيم
- السيد حسين علاء الدين الحكيم
- السيد علي القزويني
- السيد علي رضا محمد صادق الحكيم
- السيد محمد القزويني
- السيد محمد صالح علم الهدى
- السيد منير الخباز القطيفي
- الشيخ عبد الحسن عباس المعروف بالشيخ حسن الكوفي[3]
- الشيخ علي واعظ زاده الخراساني
- الشيخ قاسم واعظ زاده الخراساني
- الشيخ محمد مهدي البروجردي، ولده
- الشيخ نجاح البغدادي

## من آثاره
- مستند العروة الوثقى – 40 جزءا وطبع منها 16 مجلداً
- مباحث الصلاة
- رسالة في الخمس
- رسالة في الصلاة
- رسالة في الصوم
- رسالة في الإجارة

## اعتقاله بعد الانتفاضة الشعبانية 1991
بعد قمع الحكومة العراقية آنذاك للانتفاضة الشعبانية في النجف عام 1991، تعرض الشيخ البروجردي للاعتقال مع جملة من علماء النجف ومراجعها وطلبة العلوم الدينية، أمثال آيات الله: السيد علي السيستاني والشيخ علي الغروي والسيد محمد رضا الخرسان والسيد محمد رضا الخلخالي والسيد عز الدين بحر العلوم والسيد جعفر بحر العلوم، والسيد رضي الدين المرعشي، والعشرات غيرهم، فمنهم من تمت تصفيته، ومنهم من تم الافراج عنه بعد فترة من التحقيق المصحوب بالإهانة والضرب في عدد من المعتقلات في فندق السلام بالنجف والرضوانية ببغداد ومعسكر الرزازة في كربلاء. وكان الشيخ البروجردي من الذين أفرج عنهم وبقي تحت انظار الاجهزة الأمنية حتى وقت مقتله.  

## اغتياله
تعرض البروجردي الى محاولة اغتيال فاشلة بقنبلة يدوية قبل أقل من سنة من تاريخ اغتياله وتعرض سائقه الى جروح جرّاء ذلك، وبتأريخ 22 أبريل 1998 وبعد انتهائه من إقامة صلاة الجماعة للعشائين في الحرم العلوي، توجه البروجردي قاصداً منزله في محلة الحويش جنوب الحرم ولحظة وصوله الى مسجد صغير ملاصق لمدرسة آية الله السيد محمد كاظم اليزدي الدينية أطلق شخص النار عليه من خلفه بإطلاقات استقرت في الرأس والرقبة اردته قتيلاً على الفور. صلى على جثمانه آية الله السيد علي السيستاني ودفن حسب وصيته بجوار مرقد النبيين هود وصالح بمقبرة وادي السلام في النجف. هذا وقد أصدر المقرر الخاص المعني بحالة حقوق الإنسان في العراق ، ماكس فان دير ستول بتأريخ 2 يوليو 1998 بياناً أدان فيه مقتل البروجردي ومن بعده الشيخ علي الغروي الذي قتل ايضا بحادث مدبر بتأريخ 18 يونيو 1998، متهما الحكومة العراقية: " أن هذه الوفيات قد تكون جزءًا من هجوم منظم من قبل المسؤولين العراقيين ضد القيادة المستقلة للطائفة الدينية الشيعية في العراق."  